# Risanatrice ferroviaria

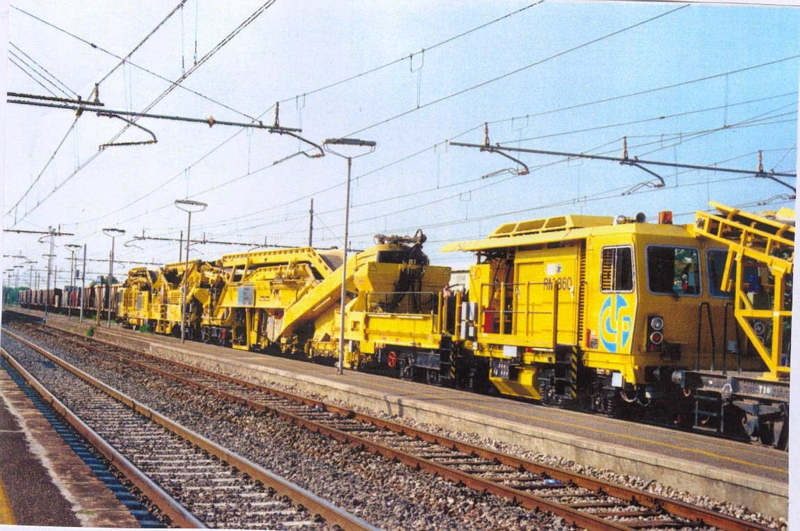
Una macchina risanatrice

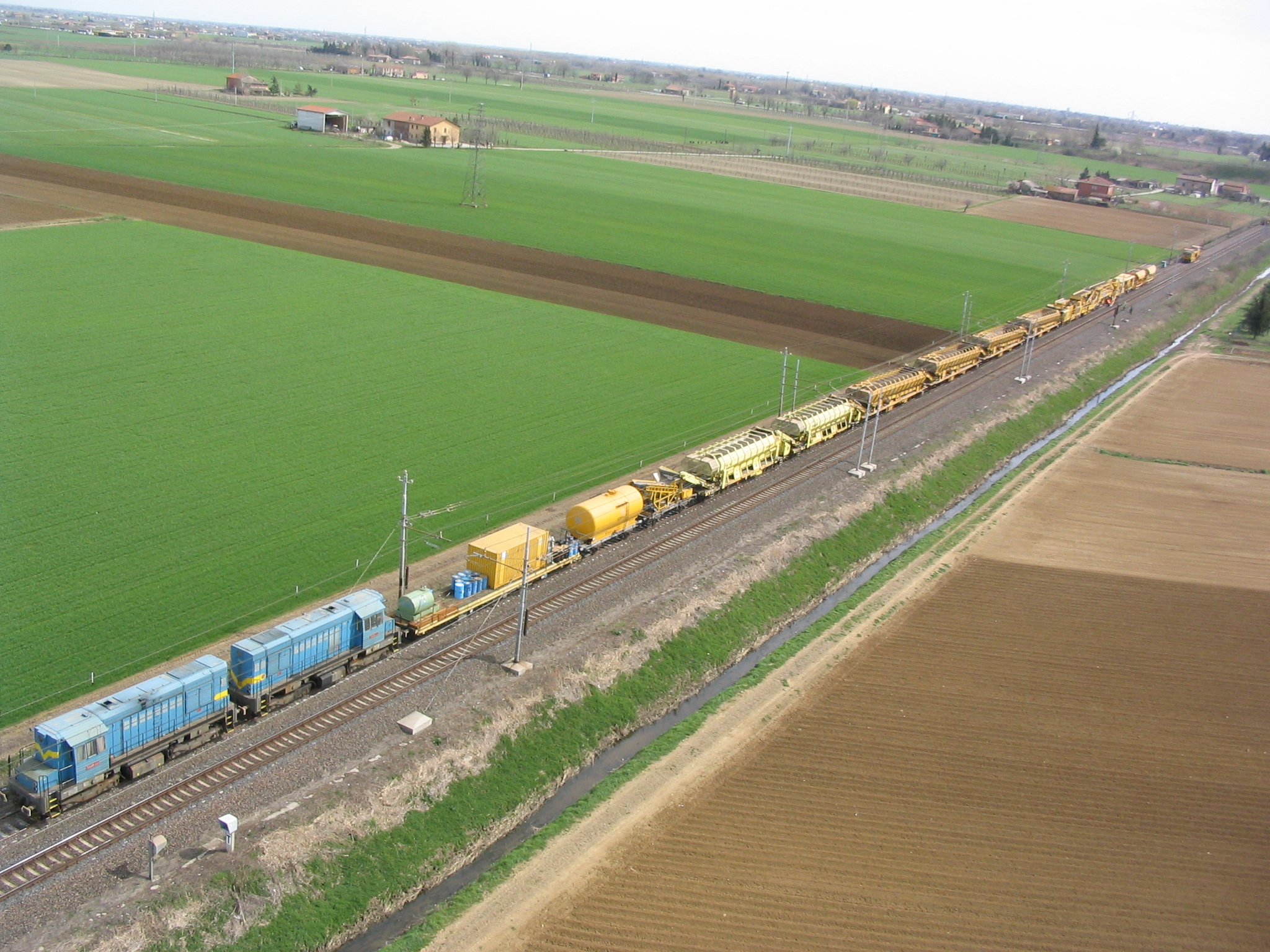
Rappresentazione della lunghezza raggiunta da un convoglio di risanamento

La risanatrice è una macchina ferroviaria complessa progettata per la manutenzione della massicciata di ghiaia, base sostenitrice del binario.
È utilizzata per il risanamento, ossia il setacciamento del pietrisco già esistente con l'aggiunta di quello nuovo, e la esportazione totale che letteralmente estrae l'intera base di massicciata, lasciando il binario completamente senza sostegno e sospeso da terra a un'altezza di circa un metro nel tratto in cui la macchina svolge il suo lavoro.
Questa procedura è del tutto automatica una volta predisposta la macchina, che può essere pilotata addirittura da un solo uomo; questa macchina può realizzare nuove massicciate a una velocità di 1000 metri in 5 ore. Tra le aziende che in Italia utilizzano questo tipo di macchina si può citare la Costruzioni Linee Ferroviarie S.p.A..
Come il treno rinnovatore, anche la risanatrice (chiamata anche vagliatrice), è un convoglio che raggiunge una lunghezza singolare di circa 400 metri composto dalla testa in quest'ordine:
- Un locomotore
- Un carro cisterna contenente acqua (questo carro viene aperto al principio mentre il convoglio giunge nel punto prestabilito, allo scopo di bagnare la superficie del binario con molta acqua per abbassare la percentuale di polvere dannosa nell'aria creata dal lavoro della risanatrice)
- Un carro merci normale contenente un container (al cui interno vengono messi pezzi di ricambio della risanatrice e utensileria generale), oltre a numerosi barili di olio motore, olio idraulico, olio del cambio e antigelo.
- 10 carri merci lunghi circa 15 metri, raccoglitori del pietrisco scartato dalla risanatrice durante il lavoro (questi carri sono tutti motorizzati, avendo ciascuno dei nastri trasportatori per spostare il pietrisco scartato).
- Risanatrice (è il nucleo centrale che realizza l'opera di costruzione)
- Carri merci trasportatori di pietrisco nuovo (il numero dei carri collegati alla risanatrice può variare da un minimo di 2 a un massimo di 6 a seconda del tipo di lavoro che viene chiamata a fare o dalla lunghezza del binario da trattare).
- Profilatrice e Rincalzatrice
- Un secondo Locomotore
- Altri carri merci trasportatori di pietrisco nuovo (questi carri vengono utilizzati al termine del lavoro della risanatrice per riempire il binario di pietrisco e "infiorettare" le banchine allo scopo di raggiungere un livello qualitativo elevato del lavoro).

## Sistema di lavorazione
Il risanamento e l'esportazione totale del pietrisco base, comincia con una procedura di scavo localizzata nel punto preciso in cui la risanatrice deve partire: prima dell'arrivo del convoglio sul punto di lavoro, si realizza uno scavo profondo circa un metro e largo 1,5 su entrambi i lati del binario chiamato buco della vagliatrice.
Si effettua mediante scavatore generalmente anche se la politica di qualche azienda fa effettuare questo scavo anche a mano dagli operai. Questo scavo al di sotto del binario permette l'inserimento di un elemento fondamentale per il lavoro della risanatrice: la catena esportatrice .
A questo punto la risanatrice può entrare in funzione: la catena cingolata viene collegata alla macchina e fatta ruotare a grande velocità al di sotto del binario. Mentre la risanatrice avanza, asporta la base di pietrisco esistente. Il pietrisco scartato dalla catena viene poi indirizzato ai carri di deposito mediante nastri trasportatori.